# (8059) Deliyannis
(8059) Deliyannis (1957 JP) – planetoida z grupy pasa głównego asteroid okrążająca Słońce w ciągu 4,29 lat w średniej odległości 2,64 au. Odkryta 6 maja 1957 roku.